# Кастеллар (Франция)
Кастеллар (фр. Castellar) — коммуна на юго-востоке Франции в регионе Прованс — Альпы — Лазурный берег, департамент Приморские Альпы, округ Ницца, кантон Ментона. До марта 2015 года коммуна административно входила в состав упразднённого кантона Ментона-Эст (округ Ницца).
Площадь коммуны — 12,24 км², население — 929 человек (2006) с тенденцией к росту: 963 человека (2012), плотность населения — 78,7 чел/км².

## Население
Население коммуны в 2011 году составляло — 969 человек, а в 2012 году — 963 человека.
| 1962 | 1968 | 1975 | 1982 | 1990 | 1999 | 2006 | 2007 | 2011 | 2012 |
| ---- | ---- | ---- | ---- | ---- | ---- | ---- | ---- | ---- | ---- |
| 344  | 320  | 353  | 533  | 638  | 821  | 929  | 944  | 969  | 963  |

Динамика численности населения:

## Экономика
В 2010 году из 636 человек трудоспособного возраста (от 15 до 64 лет) 485 были экономически активными, 151 — неактивными (показатель активности 76,3 %, в 1999 году — 71,5 %). Из 485 активных трудоспособных жителей работали 442 человека (227 мужчин и 215 женщин), 43 числились безработными (18 мужчин и 25 женщин). Среди 151 трудоспособных неактивных граждан 49 были учениками либо студентами, 54 — пенсионерами, а ещё 48 — были неактивны в силу других причин.
На протяжении 2010 года в коммуне числилось 388 облагаемых налогом домохозяйств, в которых проживало 922,0 человека. При этом медиана доходов составила 23 тысячи 041 евро на одного налогоплательщика.